# Batalion KOP „Kleck”

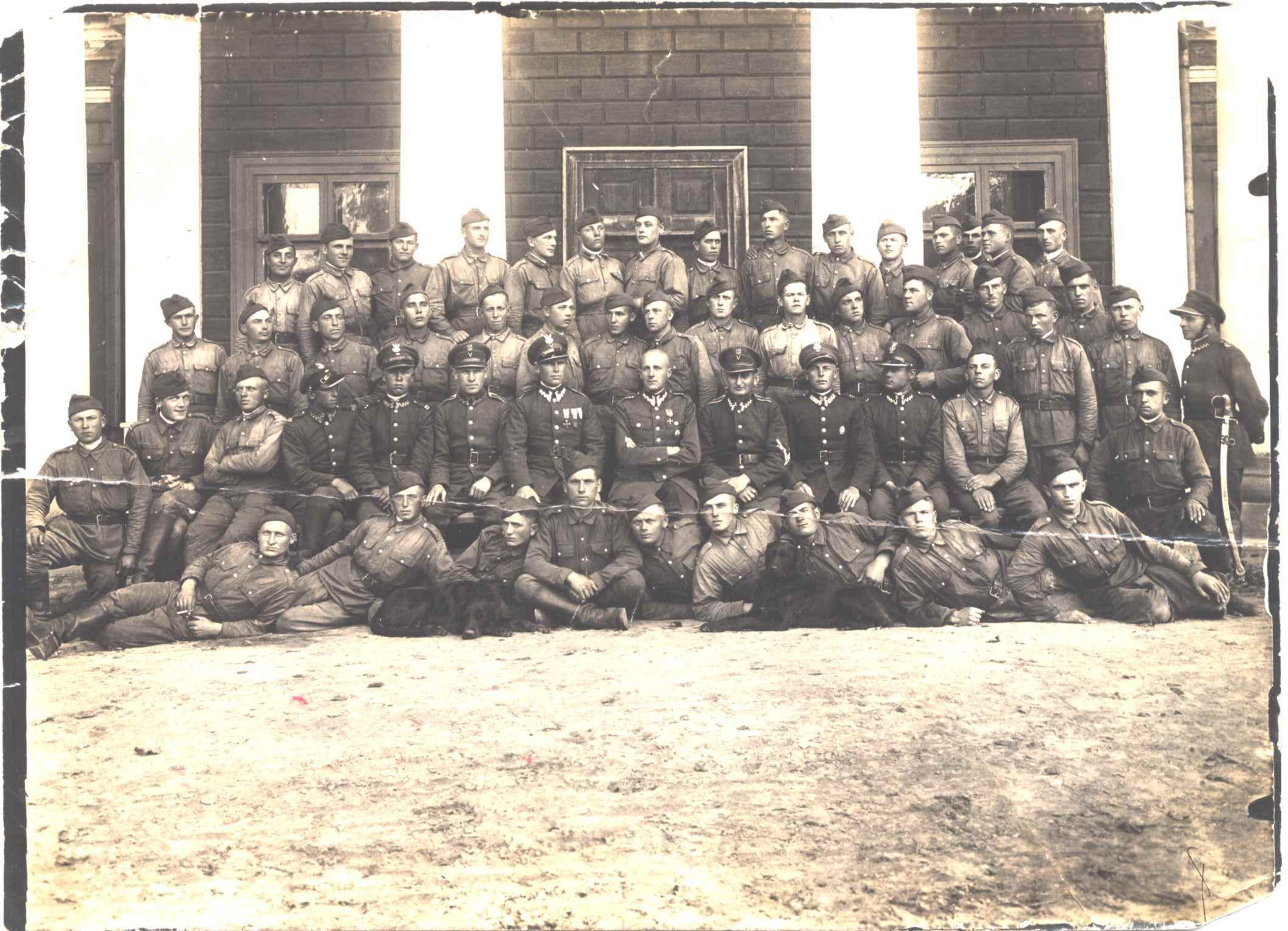
KOP Kleck

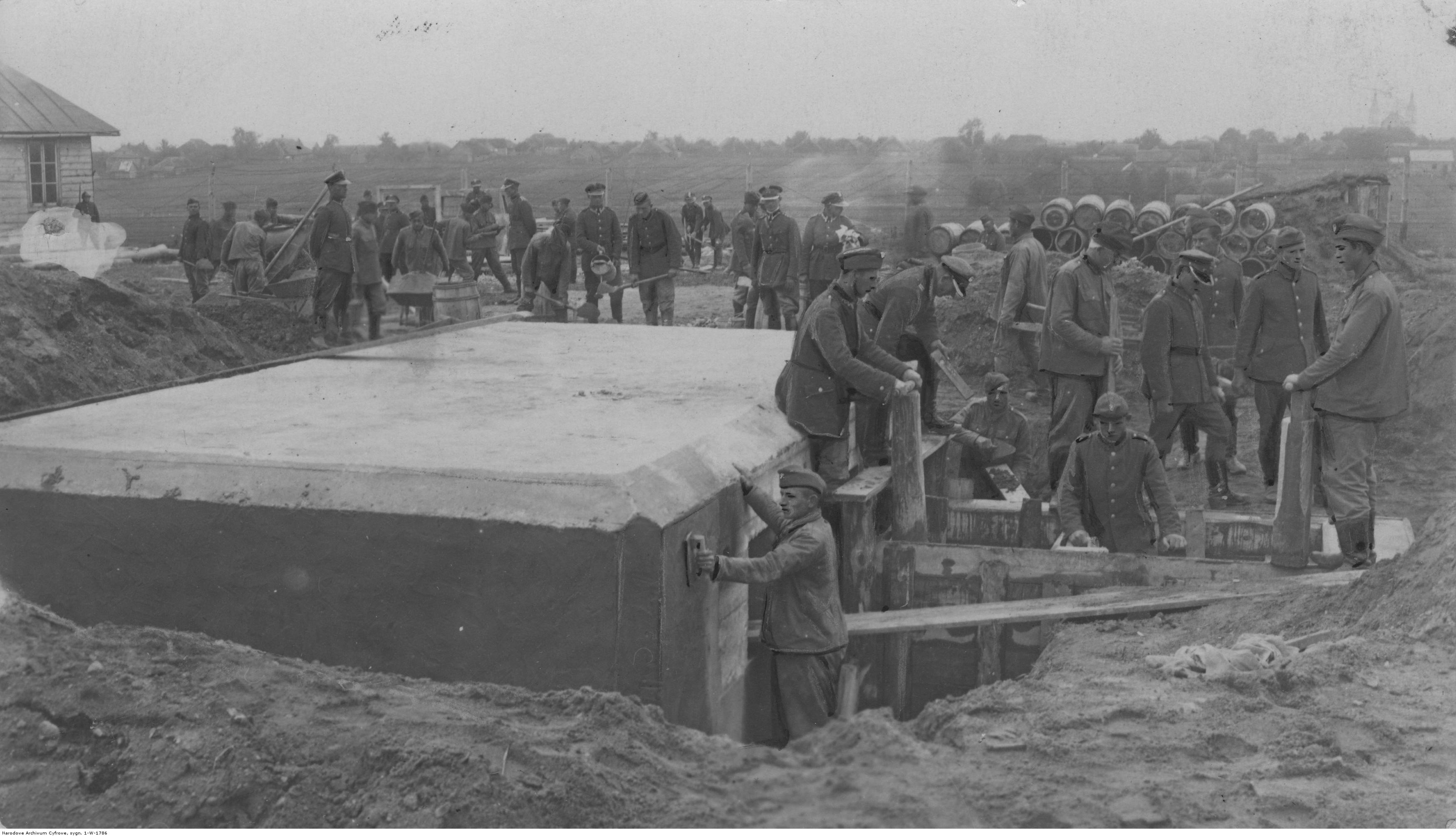
Nauka betoniarstwa w 9 batalionie KOP „Kleck”; 1929

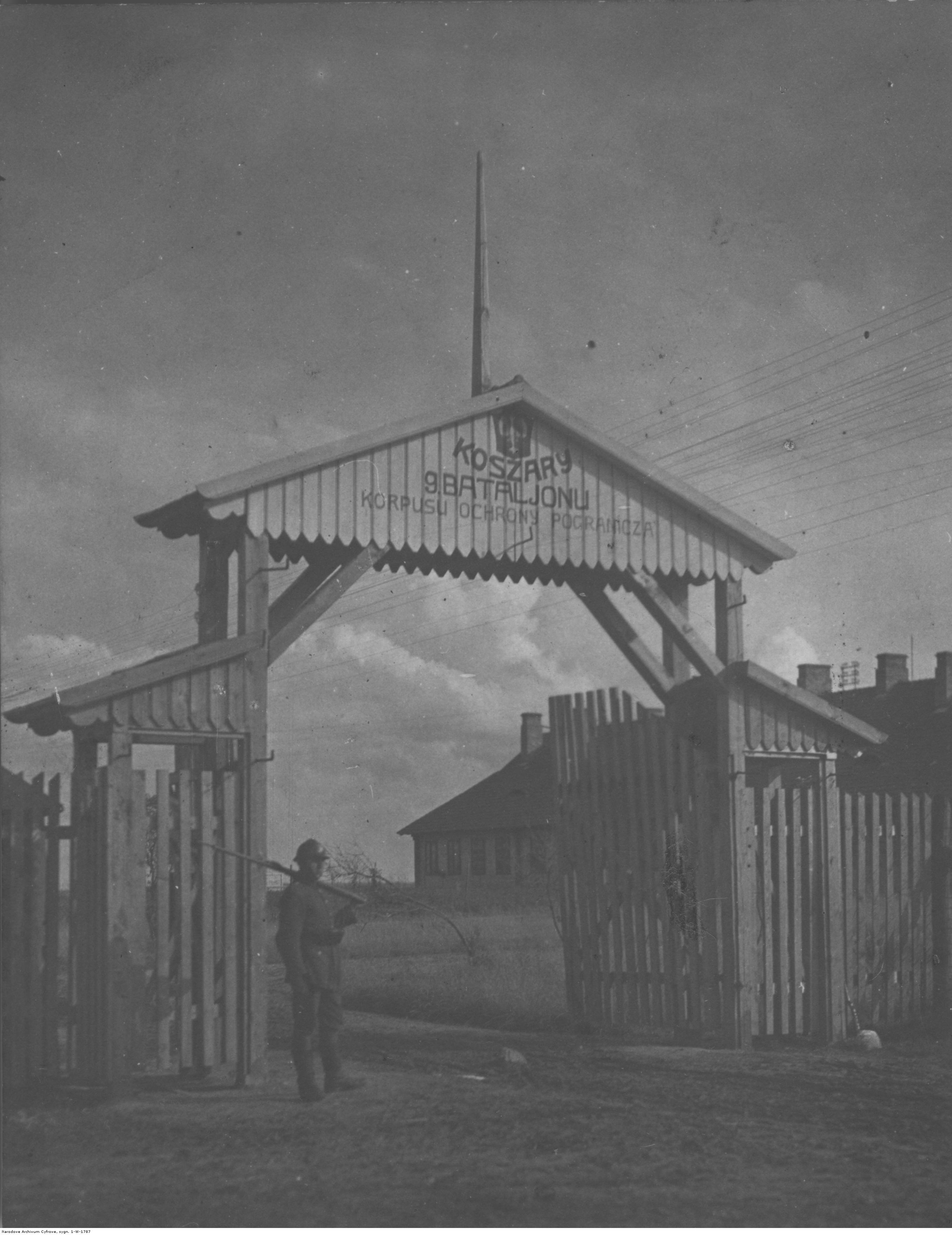
Brama wjazdowa do koszar 9 batalionu KOP „Kleck”.

Batalion KOP „Kleck” – pododdział piechoty Korpusu Ochrony Pogranicza Wojska Polskiego w okresie międzywojennym.

## Formowanie i zmiany organizacyjne
Na posiedzeniu Politycznego Komitetu Rady Ministrów, w dniach 21-22 sierpnia 1924, zapadła decyzja powołania Korpusu Wojskowej Straży Granicznej. 12 września 1924 Ministerstwo Spraw Wojskowych wydało rozkaz wykonawczy w sprawie utworzenia Korpusu Ochrony Pogranicza, a 17 września instrukcję określającą jego strukturę. W pierwszym etapie organizacji KOP sformowano 2 Brygadę Ochrony Pogranicza, a w jej składzie 9 batalion graniczny „Kleck”. Podstawą formowania był rozkaz szefa Sztabu Generalnego L. dz. 12044/O.de B./24 z dnia 27 września 1924. W skład batalionu wchodziły: cztery kompanie piechoty, drużyna dowódcy batalionu i pluton łączności. Według etatu liczy on 25 oficerów, 200 podoficerów i 603 szeregowców. Jego uzbrojenie stanowiły: 2 ciężkie karabiny maszynowe, 48 ręcznych km, 48 garłaczy, 439 karabinów, 280 karabinków i 32 pistolety. Środki transportu to 15 wozów taborowych, 1 motocykl i 7 rowerów. Długość ochranianego przez batalion odcinka granicy wynosiła 57 kilometrów, przeciętna długość pododcinka kompanijnego to 19 kilometrów, a strażnicy 5 kilometrów. Odległość dowództwa batalionu od dowództwa brygady wynosiła 45 kilometrów.
W listopadzie tego batalion obsadził odcinek granicy państwowej z ZSRR na obszarze województwa nowogródzkiego. Dowództwo batalionu stacjonowało w Klecku.
W ramach 2 Brygady OP zorganizowano Szkołę Tresury Psów Meldunkowo-Śledczych KOP . Szkoła stacjonowała w Klecku przy 9 batalionie granicznym. Komendantem szkoły był chor. Wacław Markowski . Z dniem 31 stycznia 1934 szkoła została zlikwidowana, w związku z uruchomieniem Centralnej Stacji Psów Wojskowych w strukturze Centrum Wyszkolenia Piechoty w Rembertowie .
Aby zapewnić macierzystej brygadzie odpowiednią ilość żołnierzy o specjalności saperskiej, z dniem 1 kwietnia 1928, przy 9 batalionie granicznym w Klecku utworzono ośrodek wyszkolenia saperów.
W lipcu 1929 2 Brygada Ochrony Pogranicza przemianowana została na Brygadę KOP „Nowogródek”. Przyjęto też zasadę, że bataliony przyjmą nazwę miejscowości będącej miejscem ich stacjonowania. Obok nazwy geograficznej, do 1931 stosowano również numer batalionu. W tym czasie batalion na uzbrojeniu posiadał 734 karabiny Berthier wz.1916, 49 ręczne karabiny maszynowe Chauchat wz. 1915 i 2 ciężkie karabiny maszynowe wz.1914.
W wyniku reorganizacji batalionu w 1931, w miejsce istniejących plutonów karabinów maszynowych, utworzono kompanię karabinów maszynowych. Rozwinięto też kadry kompanii szkolnej do pełnoetatowej kompanii odwodowej. Po przeprowadzonej reorganizacji „R.2” batalion składał się z dowództwa batalionu, plutonu łączności, kompanii karabinów maszynowych, kompanii odwodowej i trzech kompanii granicznych.
W listopadzie 1936 batalion etatowo liczył 20 oficerów, 66 podoficerów, 23 nadterminowych i 572 żołnierzy służby zasadniczej.
Rozkazem dowódcy KOP z 23 lutego 1937 została zapoczątkowana pierwsza faza reorganizacji Korpusu Ochrony Pogranicza „R.3”. Batalion otrzymał nowy etat. Był jednostką administracyjną dla szwadronu kawalerii KOP „Kleck”, posterunku żandarmerii KOP „Kleck”, komendy powiatu pw KOP „Nieśwież” i kompanii artylerii lekkiej KOP „Kleck”. W wyniku realizacji drugiej fazy reorganizacji KOP, latem 1937 przeorganizowano 2 kompanię graniczną „Chominka” na 2 kompanię graniczną „Woronino” ze strażnicami „Kuncowszczyzna” i „Helenowo” oraz 1 kompanię graniczną „Chominka” ze strażnicami „Morocz” i „Kołki”. Przesunięto strażnicę „Łozowicze” 3 kompanii granicznej „Smolicze” batalionu „Kleck” do 2 kompanii granicznej „Siełowicze” batalionu KOP „Stołpce”. Pluton odwodowy 2 kompanii granicznej „Woronino” rozmieszczono w koszarach 1 kompanii granicznej „Lubieniec”, a dowództwo tej kompanii w koszarach w Chomince wspólnie z dowództwem 1 kompanii granicznej „Chominka” baonu „Ludwikowo”.
Z dniem 15 maja 1939 batalion stał się oddziałem gospodarczym. Stanowisko kwatermistrza batalionu przemianowane zostało na stanowisko zastępcy dowódcy batalionu do spraw gospodarczych, płatnika na stanowisko oficera gospodarczego, zastępcy oficera materiałowego dla spraw uzbrojenia na zbrojmistrza, zastępcy oficera materiałowego dla spraw żywnościowych na oficera żywnościowego.

## Służba graniczna
Batalion graniczny był podstawową jednostką taktyczną Korpusu Ochrony Pogranicza przeznaczoną do pełnienia służby ochronnej na powierzonym mu odcinku granicy polsko-radzieckiej, wydzielonym z pasa ochronnego brygady. Odcinek batalionu dzielił się na pododcinki kompanii, a te z kolei na pododcinki strażnic, które były „zasadniczymi jednostkami pełniącymi służbę ochronną”, w sile półplutonu. Służba ochronna pełniona była systemem zmiennym, polegającym na stałym patrolowaniu strefy nadgranicznej i tyłowej, wystawianiu posterunków alarmowych, obserwacyjnych i kontrolnych stałych, patrolowaniu i organizowaniu zasadzek w miejscach rozpoznanych jako niebezpieczne, kontrolowaniu dokumentów i zatrzymywaniu osób podejrzanych, a także utrzymywaniu ścisłej łączności między oddziałami i władzami administracyjnymi. Batalion graniczny KOP „Kleck” w 1934 ochraniał odcinek granicy państwowej szerokości 59 kilometrów 473 metrów.
W 1937 ustalono dla batalionu następujący podział ochranianego odcinka granicy państwowej:
- granica południowa: odcinek strażnicy „Helenowo” 2 kompanii granicznej „Woronino” baonu „Kleck” [wł.].

Po odtworzeniu w 1939, batalion ochraniał granicę długości 37 kilometrów 738 metrów.
Wydarzenia:

- W meldunku sytuacyjnym z 17 stycznia 1925 napisano:

4 stycznia 1925 do Rosji Sowieckiej przerzucono poddanego Emila Wojewodon.
W nocy z 13 na 14 stycznia 1925 około północy pięciu uzbrojonych bandytów usiłowało dokonać napadu rabunkowego na mieszkańca wsi Siemiatycze niejakiego Lipińskiego. Spłoszeni przez głośno krzyczącą córkę Lipińskiego, oddali jeden strzał i zbiegli. Sowiecki najbliższy posterunek na strzał bandytów otworzył ogień na naszą czujkę. Zaalarmowany odwód 2 komp. i 10 szwadron KOP z pomocą posterunków Policji Państwowej przeszukali dokładnie okolicę, ale na ślad bandytów nie natrafiono.
- W meldunku sytuacyjnym z 26 stycznia 1925 napisano:

19 stycznia 1925 po sowieckiej stronie w rejonie Kukowicz zauważono kilku cywilnych konnych, którzy mieli ukryte karabiny i granaty pod wierzchnim okryciem. Jeden z nich podjechał do granicy i przez pewien czas obserwował teren Polski, a następnie cofnął się w głąb terenu sowieckiego.
19 stycznia 1925 na pododcinku kompanii 19 zatrzymano dwóch przemytników, których przekazano Policji Państwowej.
20 stycznia 1925 na pododcinku kompanii nr 20 ujęto dwóch osobników usiłujących przekroczyć granicę do Rosji i przekazano ich Policji Państwowej.
- W meldunku sytuacyjnym z 27 stycznia 1925 napisano:

21 stycznia 1925 pomiędzy godz. 17.30 a 19.50 na odcinku naprzeciwko Kobylej Głowy zauważono wielki pożar. Tak samo między 20.00 a 21.00 w kierunku Barakowce.
Nocą z 20 na 21 stycznia 1925 usłyszano strzały we wsi Juszewicze. Patrol, który tam się udał stwierdził, że to osoby cywilne strzelały do konfidenta policji. Na miejscu u żyda Majera znaleziono rosyjski karabin. Dalsze dochodzenia prowadzi Policja Państwowa.
- W meldunku sytuacyjnym z 28 stycznia 1925 napisano:

23 stycznia 1925 ułan Berezin z X szwadronu OP został wysłany jako łącznik do 1 kompanii w Iwieńcu, który wiózł tajne dokumenty. Na płd. od folwarku Cepry w lesie na drodze do Zapola został napadnięty przez dwóch osobników, którzy z nienacka rzucili się na niego. W czasie walki pocięty został nożem, a napastnicy słysząc turkot uciekli. Dokumentów nie zrabowali, a ranny ułan po ich ucieczce dowiózł pocztę do miejsca przeznaczenia.
Na pododcinku kompanii nr 19 aresztowano niejakiego Ksawerego Winnicza za to, że nielegalnie sprzedawał żołnierzom wódkę po wygórowanej cenie. Policja prowadzi dochodzenie.
- 3 lutego 1925 na pododcinku nr 19 „Rakowicze” dokonano zmiany obsady. 3 kompania została zluzowana przez 4 kompanię. Kompania 3 przeszła do odwodu batalionu[31].
- W meldunku sytuacyjnym z 30 stycznia 1925 napisano:

25 stycznia około godz. 9.00 na pododcinku strażnicy „Łozowicze” przytrzymano osobnika usiłującego przekroczyć granicę na sowiecką stronę.
26 stycznia 1925 o godz. 18.00 po stronie bolszewickiej wybuchł pożar w Nowosiółkach naprzeciwko pododcinka Jodczyce-Kaszuty. Przed pożarem jak i w jego trakcie było słychać wybuchy granatów ręcznych.
Bataliony sąsiednie:
- 8 batalion KOP „Stołpce” ⇔ 15 batalion KOP „Ludwikowo”

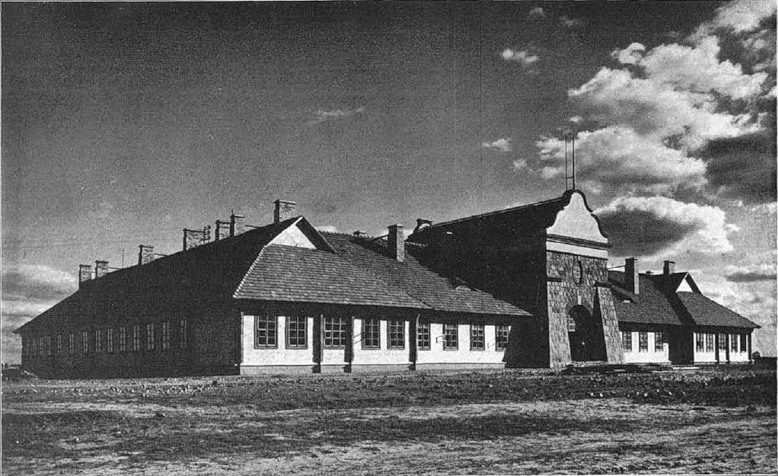
Budynek dowództwa batalionu KOP "Kleck", 1925 r.

## Koszary batalionu KOP „Kleck”
Batalion KOP „Kleck” mieścił się w koszarach wybudowanych w latach 1924-1925 według projektu Tadeusza Nowakowskiego. W skład kompleksu wchodził budynek dowództwa batalionu, budynek koszarowy, działownia (betonowy schron na amunicję), stajnia dla 200 koni i magazyn paszy dla koni. W budynkach koszarowych znajdowały się: pokoje dla oficerów i podoficerów oraz żołnierzy, kuchnia, łaźnia, pralnia, warsztaty krawieckie i szewskie, warsztaty kowalskie i rusznikarskie, magazyny mundurowe i magazyny broni. Kierownikiem budowy z upoważnienia Ministerstwa Robót Publicznych był inż. arch. Zygmunt Wyganowski. Budynki posiadały oświetlenie elektryczne doprowadzone z miasta Nieświeża. Bieżącą wodę w koszarach zapewniała studnia głębinowa wyposażona w pompę. Do dziś zachowały się w Klecku fragmenty zabudowań koszar i budynek dowództwa batalionu, który aktualnie spełnia funkcje administracyjne. Obiekt jest wpisany do Rejestru zabytków Białorusi i podlega ochronie prawnej.

## Działalność kulturalno oświatowa

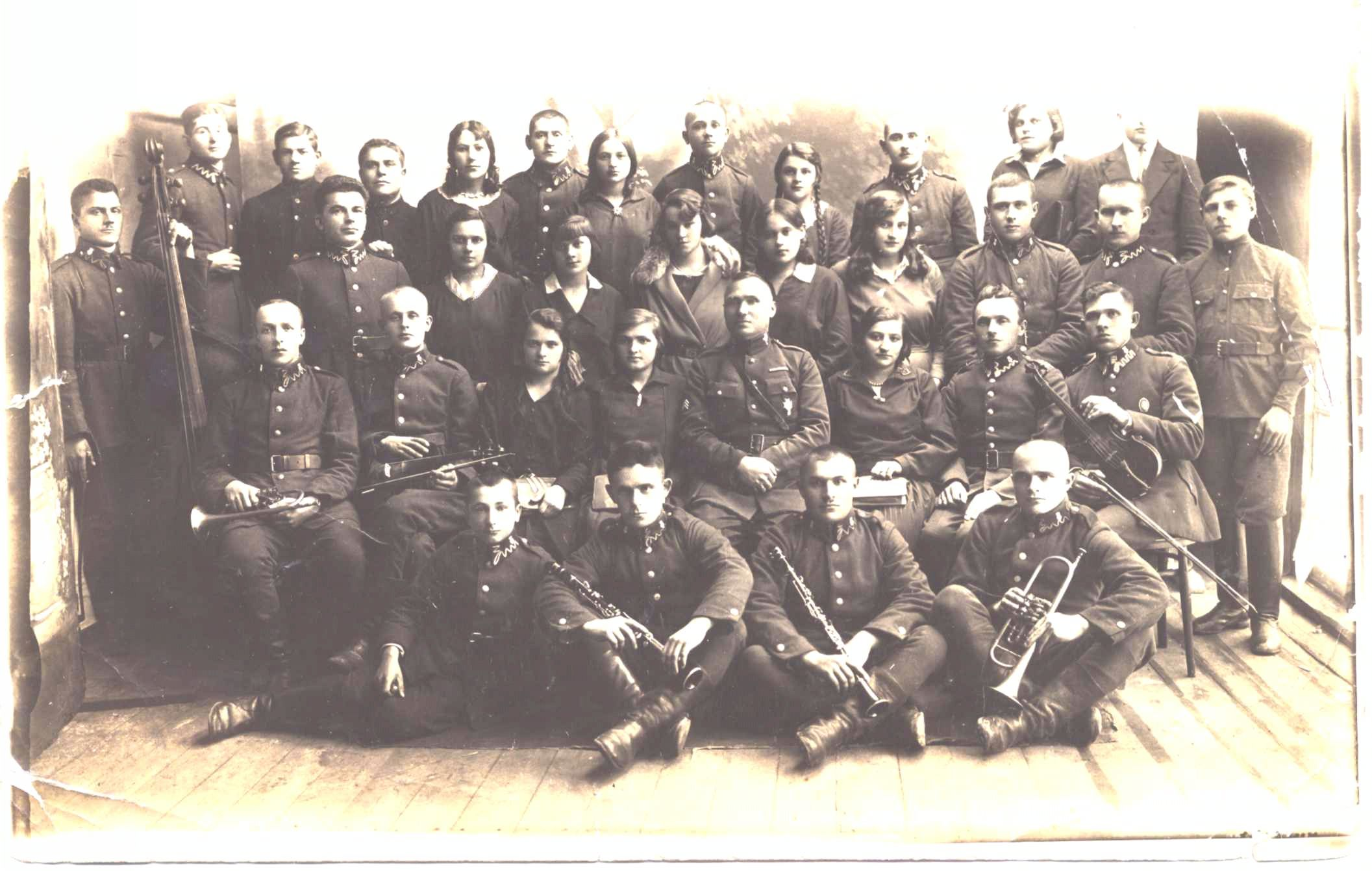
Chór "Lutnia" i orkiestra wojskowa KOP Kleck ok. 1930-1932

Działalność kulturalno-oświatowa batalionu nie ograniczała się tylko do tej typowo wojskowej. Batalion utrzymywał stałe kino, prowadził zespół teatru amatorskiego oraz patronował działalności wojskowej orkiestry dętej, która powstała 1 września 1930 i chóru mieszanego „Lutnia”, który został utworzony 15 października 1930. Założycielem i kapelmistrzem orkiestry dętej oraz chóru „Lutnia” był Józef Sokołowski.

## Struktura organizacyjna batalionu

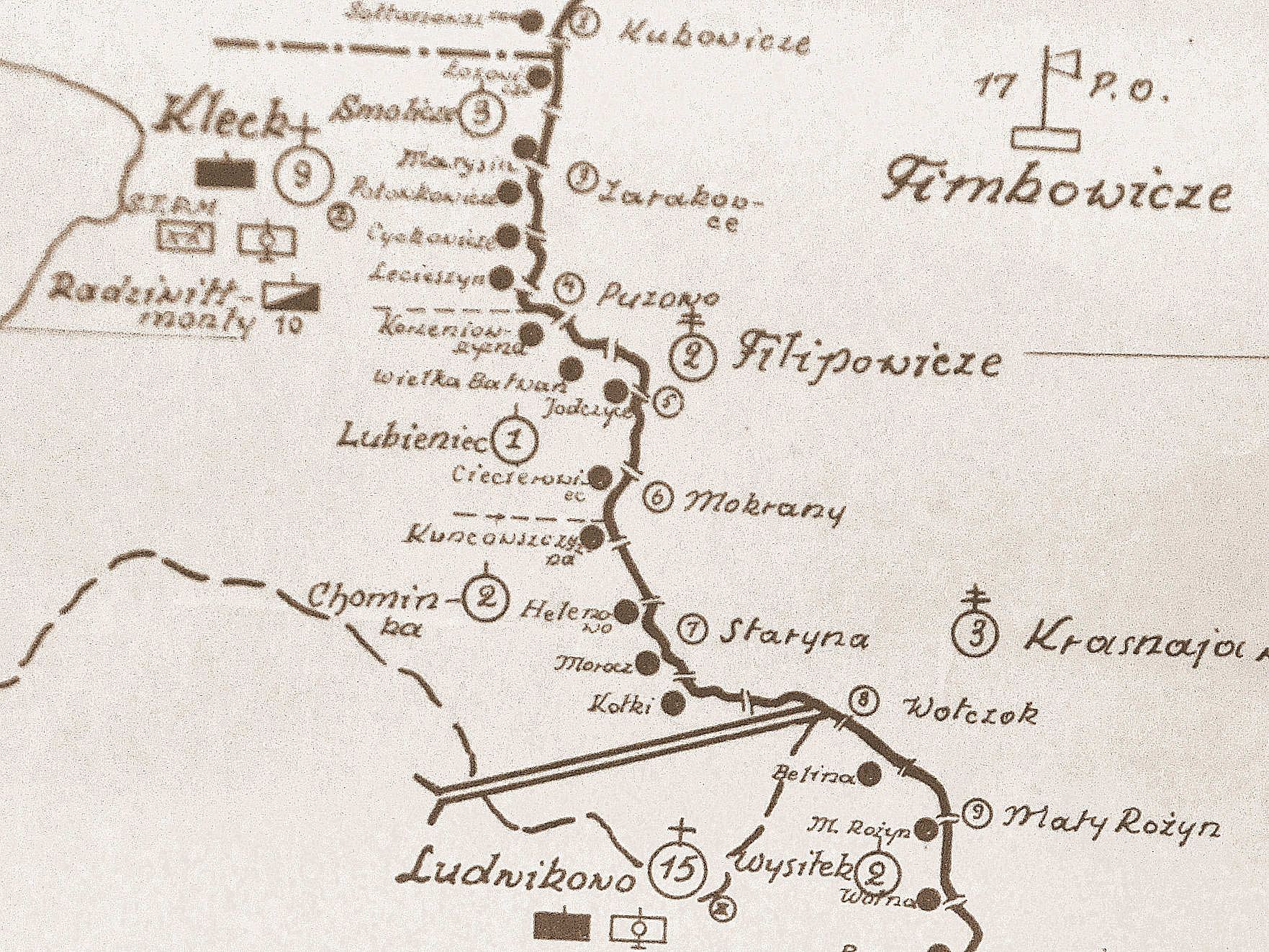
Rozmieszczenie batalionu KOP „Kleck” w 1931

Organizacja batalionu w 1934:
- dowództwo batalionu
- pluton łączności
- kompania odwodowa
- kompania karabinów maszynowych
- 1 kompania graniczna KOP „Lubieniec”
- 2 kompania graniczna KOP „Chominka”
- 3 kompania graniczna KOP „Smolicze”

W 1937:

W 1937, w ramach reorganizacji KOP („R.3" I Faza), rozformowane zostało Dowództwo Brygady KOP „Nowogródek”, a batalion KOP „Kleck” wraz z batalionem KOP „Stołpce” podporządkowano dowódcy nowo powstałego pułku KOP „Snów”. W tym czasie w skład batalionu wchodziły 2 kompanie i 6-7 strażnic:
- 1 kompania „Smolicze”
  - strażnica „Marysin”
  - strażnica „Połowkowicze”
  - strażnica „Cyckowicze”
- 2 kompania „Lubieniec”
  - strażnica „Korzeniowszczyzna”
  - strażnica „Bałwań”
  - strażnica „Ciecierowiec”
  - strażnica „Kuncowszczyzna”

Strażnice: „Buzuny”, „Juszewicze”, „Sołtanowszczyzna” przekazano batalionowi KOP „Stołpce”, w którym utworzyły 2 kompanię „Siełowicze”. Strażnicę „Helenowo” podporządkowano batalionowi KOP „Ludwikowo”. Razem ze strażnicami „Rybna” i „Jastrzębów” tworzyła 1 kompanię „Chominka”. Strażnica „Kuncowszczyzna” została rozformowana lub podporządkowana kompanii „Lubieniec”, która zmieniła numer z 3 na 2 (kompania „Smolicze” z 2 na 1).

## Mobilizacja
31 sierpnia 1939, w pierwszym dniu mobilizacji powszechnej, batalion przystąpił do mobilizacji II batalionu 96 pułku piechoty. Dowódcą batalionu został kapitan Zygmunt Kledzik. 96 pp (rez.) wszedł w skład 38 Dywizji Piechoty. 6 września 38 DP (rez.) została podporządkowana dowódcy Armii „Karpaty”, załadowana do transportów kolejowych w rejonie Stołpce-Łuniniec i skierowana przez Zdołbunów, Lwów do rejonu Przemyśl-Dobromil.
Po zakończeniu mobilizacji II/96 pp (rez.) batalion KOP „Kleck” uzupełnił swoje stany do etatu wojennego i kontynuował służbę graniczną. Dotychczasowy dowódca batalionu, ppłk Jacek Jura objął dowództwo pułku KOP „Snów”. Po odtworzeniu, batalion ochraniał granicę z ZSRR o długości 37,738 km. Nowym dowódcą batalionu został kapitan Stanisław Zwojszczyk. 4 kompanią dowodził porucznik Edmund Roman Maliński.

## Skład batalionu KOP „Kleck” na dzień 17 września 1939
- dowództwo batalionu KOP „Kleck” [36]
  - kompania odwodowa
  - kompania ckm
  - pluton łączności
  - szwadron kawalerii KOP „Kleck”
  - 1 kompania graniczna „Lubieniec”
  - 1 pluton odwodowy
    - 1 strażnica KOP „Korzeniowszczyzna”
    - 2 strażnica KOP „Bałwań Wielka”
    - 3 strażnica KOP „Ciecierowiec”

  - 2 kompania graniczna „Chominka” („Woronino”)
  - 1 pluton odwodowy
    - 1 strażnica KOP „Kuncowszczyzna”
    - 2 strażnica KOP „Helenowo”

  - 3 kompania graniczna „Smolicze”
  - 2 pluton odwodowy
    - 1 strażnica KOP „Marysin”
    - 2 strażnica KOP „Połowkowicze”
    - 3 strażnica KOP „Cyckowicze”

## Działania zbrojne w wojnie obronnej 1939
17 września 1939 o godz. 4.20 bezpośrednio po agresji ZSRR batalion podjął walkę z oddziałami ACz i straży pogranicznej. Ostrzeliwał sowieckie czołgi jadące szosą słucką. Wieczorem pododdziały batalionu skoncentrowały się w rejonie Klecka. Do batalionu dołączyła jedna kompania piechoty i ppłk Jacek Jura. Batalion utrzymał łączność z dowódcą KOP w Dawidgródku, który podporządkował do dowódcy Brygady KOP „Polesie”. W celu połączenia z brygadą, batalion wycofał się na Krzywoszyn, a następnie skierował na południe, na Łuniniec. 19 września batalion razem z batalionem KOP „Ludwikowo” kontynuował marsz na Łuniniec, lasami, bez kontaktu z nieprzyjacielem. W nocy z 19 na 20 września oba bataliony pod dowództwem ppłk. Jacka Jura przejechały kolejką leśną przez wolański most kolejowy na południowy brzeg Prypeci. Przejazd zgrupowania ppłk Jacka Jura i przeprawę pozostałych jednostek Brygady KOP „Polesie” osłaniały oddziały Flotylli Pińskiej (monitor „Kraków” i 5 kutrów uzbrojonych oraz krypy amunicyjne).
Tej samej nocy i wczesnych godzinach rannych, pod Osowem, zgrupowanie ppłk Jacka Jura współdziałając z batalionem KOP „Sienkiewicze” stoczyło zwycięską walkę z sowiecką piechotą wspartą czołgami (pododdziałami 205 pułku strzeleckiego 54 DS) odrzucając ją na Duboje. 20 września późnym wieczorem zgrupowanie osiągnęło Serniki, paląc po drodze most na rzece Stubła pod Wiczówką. Następnego dnia, w godzinach popołudniowych, w rejonie na zachód od Wiczówki, generał brygady Wilhelm Orlik-Rückemann dokonał przeglądu zgrupowania. W ocenie generała były to dwa słabe bataliony liczące pięć kompanii, uzbrojone w około 7 ckm i wyposażone w jedną kuchnię polową. Żołnierze byli przemęczeni marszami ale mieli bardzo dobry nastrój. 21 września zgrupowanie osiągnęło Mutwice, a dzień później Chrapin. Tu wyczerpały się zapasy. Brakowało chleba. W okresie od 17 do 22 września wysiłek marszowy batalionu wyniósł 200 km, w tym około 50 km jazdy kolejką leśną. W nocy z 23 na 24 września oraz z 24 na 25 września batalion w składzie Brygady KOP „Polesie” przemaszerował 66 km po osi Sudcze – Drewek – Bychów – Huszcza Wielka i 25 września osiągnął m. Wyderta. Zmiana kierunku marszu z południowego (Czeremoszno – Kowel) na zachodni (Kamień Koszyrski – Włodawa) uwarunkowana była zmianą marszruty przez gen. Kleeberga, za którym podążała Grupa KOP.
Wieczorem 25 września batalion w kolumnie północnej przemaszerował 36 km, omijając Kamień Koszyrski, i rano następnego dnia osiągnął zachodnią lizjerę lasku koło m. Kwaściłówka. Na zachód od Kamienia Koszyrskiego batalion i pozostałe oddziały Grupy KOP zostały zaopatrzone w chleb. Kolejnej nocy batalion przemaszerował 43 km. Z powodu złego stanu dróg zmuszony został do przejścia przez Ratno, gdzie był ostrzeliwany przez dywersantów. Rano 27 września osiągnął rejon m. Tur. W nocy z 27 na 28 września batalion przemaszerował 32 km i rano dotarł do lizjery lasu pod m. Mielniki. W tym samym czasie czoło kolumny południowej osiągnęło lizjerę lasu na wschód od m. Szack.
Szack obsadzony był przez oddziały radzieckiej 52 Dywizji Strzeleckiej. Gen. Orlik-Rückemann podjął decyzję o stoczeniu walki z sowietami. Natarcie na Szack powierzył oddziałom ppłk Nikodema Sulika. Batalion KOP „Kleck” pozostawał w gotowości do współdziałania z pułkiem KOP „Sarny”, a następnie miał maszerować z m. Mielnik do m. Koszary na przeprawę przez Bug. Wobec natarcia sowietów z północy na Szack, gen. Orlik-Rückemann polecił dowódcy Brygady KOP „Polesie” wykonać kontratak jednym batalionem, w kierunku południowo-zachodnim, w celu oskrzydlenia nieprzyjaciela. Rozkaz do kontrataku został przekazany drogą radiową i odebrany przez płk. dypl. Tadeusza Różyckiego-Kołodziejczyka. Dowódca brygady do natarcia skierował tylko jedną kompanię i zmienił jego kierunek na zachodni, zgodny z nakazanym wcześniej kierunkiem marszu.
W nocy z 28 na 29 września brygada wycofała się na południe do Szacka i dalej na zachód, na przeprawę pod m. Koszary. Ponieważ przeprawa w tym rejonie była już opanowana przez sowietów brygada skierowała się na Grabów i tam przeprawiła przez Bug. W nocnym marszu, w kontakcie z nieprzyjacielem, brygada pokonała 42 km, lecz utraciła tabory, pluton armat przeciwpancernych, parę ckm i uległa rozproszeniu. Po przeprawie brygada zebrała się w lesie pod m. Kosyń. Gen. Orlik-Rückemann w celu przeciwdziałania demoralizacji oddziałów brygady przydzielił jej kolumnę taborową, jedną kuchnię polową i ostatnie zapasy ze swej dyspozycji oraz częściowo z pułku KOP „Sarny”. Kolumna z zapasami dotarła do brygady i wydała żołnierzom ciepły posiłek dopiero około godz. 10.00 30 września. Zwłoka spowodowana była samowolną zmianą miejsca postoju brygady, która miała zebrać się w lesie 10 km na północ od m. Kosyń. Dowódca Grupy KOP z brygady zorganizował batalion. Na dowódcę Batalionu „Polesie” wyznaczył ppłk Jana Dyszkiewicza. Na powyższą decyzję niewątpliwie wpłynął fakt, że siły brygady stopniały do około 800 – 1000 żołnierzy, lecz nie bez znaczenia pozostał fakt załamania psychicznego jej dowódcy. Odpoczynek i obfity posiłek oraz wypłata żołdu nieznacznie poprawiły morale żołnierzy. Mimo tego, w ocenie gen. Orlik-Rückemanna, batalion „Polesie” najliczniejszy w jego grupie prezentował się najgorzej spośród wszystkich oddziałów.
Tego samego dnia o godz. 17.00 cała Grupa KOP rozpoczęła marsz z rejonu Kosyń przez Hańsk Pierwszy i Wytyczno do lasów na południe od Parczewa. W nocy z 30 września na 1 października, na zachód od m. Wytyczno, w czasie przekraczania drogi Włodawa-Trawniki Grupa KOP została zaatakowana z południa przez sowietów. Batalion „Polesie” maszerujący w straży tylnej, w momencie rozpoczęcia bitwy rozwinął się przed m. Wytyczno. Między godz. 8.00 a 9.00 dowódca Grupy KOP wydał dowódcy batalionu rozkaz uderzenia w kierunku południowo-zachodnim, na skrzydło nieprzyjaciela. Rozkaz nadany przez radio został odebrany, lecz ppłk Jan Dyszkiewicz i ppłk Jacek Jura zdołali poderwać do natarcia tylko niewielką grupę swoich żołnierzy. Pozostali poddali się. O godz. 12.00 na rozkaz gen. Orlik-Rückemanna pozostałe oddziały Grupy KOP przerwały walkę i wycofały się do lasu na południe od m. Sosnowica. Tam nastąpiło rozwiązanie grupy. Zniszczono uzbrojenie i rozpuszczono żołnierzy. Tego samego dnia około 30 oficerów zebrało się w lesie na południe od Parczewa. Tam gen. Orlik-Rückemann postanowił o przejściu do konspiracji i zawiązaniu "Tajnego KOP". Na wysiłek bojowy batalionu KOP „Kleck” w ciągu 15 dni kampanii złożyło się 6 walk i 447 km marszów.

## Żołnierze batalionu KOP „Kleck”
Dowódcy batalionu
- mjr piech. Jan Prokop (od 3 X 1924[37][38])
- mjr piech. Zygmunt Piwnicki (25 II 1925[39] – V 1928)
- ppłk piech. Wacław Wilniewczyc (V 1928[40] – I 1931[41])
- mjr piech. Antoni Cebulski (28 I 1931[42]  – IV 1934 → dowódca I/2 pp Leg.)
- ppłk piech. Stanisław Kurcz (2 VII 1934[42]  - 1937 → zastępca dowódcy 37 pp)
- ppłk piech. Jacek Aleksy Jura (18 V 1937 – IX 1939[43] → dowódca pułku KOP „Snów”}
- kpt. piech. Stanisław Zwojszczyk (IX 1939[26])

Oficerowie batalionu
- kpt. Józef Kojder

Obsada personalna batalionu w czerwcu 1939:
- dowódca batalionu – ppłk Jacek Aleksy Jura[h]
- zastępca dowódcy – mjr Czesław Jamka[45]
- adiutant batalionu – kpt. Maksymilian Jechalik[i]
- dowódca 1 kompanii granicznej – kpt. Zygmunt Bobowski[j]
- dowódca 2 kompanii granicznej – kpt. Zygmunt Jan Kledzik[k]
- dowódca 3 kompanii granicznej – kpt. Walenty Wojciech Rószkiewicz[l]
- dowódca kompanii odwodowej – kpt. Edward Harner[m]
- dowódca kompanii karabinów maszynowych – kpt. Konstanty Dzierżek[n]
- dowódca plutonu łączności – por. Marian Franciszek Siekierski[o]

Żołnierze batalionu KOP „Kleck” - ofiary zbrodni katyńskiej:
- kpt. Bronisław Ciosański s. Józefa, ur. 10 VIII 1901, † 1940 Katyń[46],
- sierż. Leon Drygalski s. Kazimierza, ur. 12 listopada 1894, † 1940 Katyń[47],
- ppor. rez. piech. inż. Józef Górnicki s. Józefa, ur. 21 I 1906[48],
- mjr st. sp. Kazimierz Krahelski † 1940 Katyń[49],
- kpt. Leonard Orłowski s. Józefa, ur. 1905,
- chor. Edward Pieńkowski s. Antoniego, ur. 23 IX 1902, † 1940 Miednoje[50],
- por. rez. Czesław Sawicki s. Pawła, ur. 1901,
- kpt. piech. sł. st. Tomasz Siwicki s. Kazimierza, w latach 1934-1937 dowódca kompanii i kwatermistrz batalionu, ur. 13 III 1896, † 1940 Katyń[51],
- st. sierż. Sosnowski Kazimierz syn Andrzeja, ur. 3 I 1915, zastępca dowódcy strażnicy 3 kompanii granicznej,
- kpt. Józef Świrniak s. Grzegorza, ur. 13 III 1900, † 1940 Katyń[52],
- por. rez. Karol Świszczewski s. Jana, ur. 5 XI 1903, † 1940 Katyń[53],
- por. Adam Wiśniewski s. Telesfora, dowódca plutonu, ur. 11 X 1907, † 1940 Katyń[54],
- kpt. piech. Stanisław Zwojszczyk † 1940 Katyń[55].

Żołnierze 9 batalionu ochrony pogranicza, którzy zginęli bohaterską śmiercią na posterunku granicznym w latach 1924-1925:
- szer. Tomasz Sieradzki † 2 XII 1924,
- szer. Ryszard Smykała † 9 XI 1925,
- szer. Leopold Tomaszewski † 3 VI 1925,
- kpr. Stanisław Wojtczak † 18 VI 1925,
- szer. Franciszek Zygulski † 2 XI 1924[56].

Żołnierze batalionu KOP „Kleck” polegli w walkach z Armią Czerwoną pod Szackiem (29 – 30 września 1939) i Wytycznem (1 października 1939):
- strz. Bronisław Babiej † 1 X 1939 Wytyczno,
- strz. Bebko, Jefimka (Jefineka?) † 1 X 1939 Wytyczno,
- strz. Michał Czeczuga † 1 X 1939 Wytyczno,
- strz. Józef Czyż † 1 X 1939 Wytyczno,
- strz. Bolesław Gajrdzik (Gajdzik?) † 1 X 1939 Wytyczno,
- strz. Jan Kozanek (Korzonek?) † 1 X 1939 Wytyczno,
- strz. Jan Kramek † 1 X 1939 Wytyczno,
- strz. Władysław Matusik z Pruszkowa † 1 X 1939 Wytyczno,
- strz. Mikula, Józef † 1 X 1939 Wytyczno,
- strz. Jan Piliński † 1 X 1939 Wytyczno,
- strz. Sykut, Kazimierz † 1 X 1939 Wytyczno,
- Świerczyński, Józef † 1 X 1939 Wytyczno,

Wymienieni wyżej żołnierze zostali pochowani we wspólnym grobie na cmentarzu żydowskim przy młynie Łowiszów k. Wytyczna.
- por. piech. Edmund Roman Malinski, ur. 1 II 1906, d-ca 4 kompanii, ranny dnia 28 IX 1939 niedaleko miejscowości Szack, powiatu lubomelskiego, województwa wołyńskiego, zmarł na skutek odniesionych ran dnia 29 IX 1939 w szpitalu w Chełmie, województwo lubelskie,
- plut. Edward Matuszek z baonu KOP „Łużki” (walczył w składzie baonu KOP „Kleck”), † 28 albo 29 IX 1939 na terenie miasta Mielniki, gminy Pulmo, powiatu lubomelskiego, województwo wołyńskie.
- ppor. rez. Jan Wiśniewski, ur. 1904, absolwent Uniwersytetu Harvarda, zginął po zdobyciu miejscowości Wytyczno we IX 1939 r., docent, doktor, specjalista w zakresie teorii statystyk.

### Żołnierze batalionu – ofiary zbrodni katyńskiej
Biogramy zamordowanych znajdują się na stronie internetowej Muzeum Katyńskiego
| Nazwisko i imię        | stopień           | zawód             | miejsce pracy przed mobilizacją | zamordowany |
| ---------------------- | ----------------- | ----------------- | ------------------------------- | ----------- |
| Drygalski Leon         | sierżant          | żołnierz zawodowy |                                 | Katyń       |
| Wiśniewski Adam        | porucznik         | żołnierz zawodowy | ?                               | Katyń       |
| Zwojszczyk Stanisław   | kapitan           | żołnierz zawodowy | dowódca baonu Kleck (IX 39)     | Katyń       |
| Pieńkowski Edward      | chorąży           | żołnierz zawodowy |                                 | Kalinin     |
| Skrzyszowski Bronisław | porucznik rezerwy | nauczyciel        |                                 | ULK         |
| Szpindura Roman        | kapitan           | żołnierz zawodowy | dowódca II/44 pp                | ULK         |
| Rudecki Augustyn       | starszy sierżant  | żołnierz zawodowy |                                 | BLK         |